# Pachycarpus goetzei
Pachycarpus goetzei là một loài thực vật có hoa trong họ La bố ma. Loài này được (K. Schum.) Bullock mô tả khoa học đầu tiên năm 1953.